# Interlands Macedonisch voetbalelftal 2020-2029
Deze pagina toont een chronologisch en gedetailleerd overzicht van de interlands die het Macedonisch voetbalelftal speelt en heeft gespeeld in de periode 2020 – 2029.

## Interlands

### 2020
|                                                                                     |                                                       |       |                                |                                                                              |
| 5 september UEFA Nations League Groep C2 № 239 «onderlinge duels» 15:00 uur (UTC+2) | Noord-Macedonië                                       | 2 – 1 | Armenië                        | Toše Proeskiarena, Skopje Toeschouwers: 0 Scheidsrechter: Irfan Peljto (BIH) |
| 5 september UEFA Nations League Groep C2 № 239 «onderlinge duels» 15:00 uur (UTC+2) | Ezgjan Alioski 5' (pen.) Ilija Nestorovski 38' (pen.) |       | 90+4' (pen.) Tigran Barseghjan | Toše Proeskiarena, Skopje Toeschouwers: 0 Scheidsrechter: Irfan Peljto (BIH) |

|                                                                                     |                                |       |                      |                                                                                                  |
| 8 september UEFA Nations League Groep C2 № 240 «onderlinge duels» 20:00 uur (UTC+4) | Georgië                        | 1 – 1 | Noord-Macedonië      | Boris Paitsjadzestadion, Tbilisi Toeschouwers: 0 Scheidsrechter: Peter Kjærsgaard-Andersen (DEN) |
| 8 september UEFA Nations League Groep C2 № 240 «onderlinge duels» 20:00 uur (UTC+4) | Tornike Okriasjvili 13' (pen.) |       | 33' Stefan Ristovski | Boris Paitsjadzestadion, Tbilisi Toeschouwers: 0 Scheidsrechter: Peter Kjærsgaard-Andersen (DEN) |

|                                                                               |                                                 |       |                         |                                                                                |
| 8 oktober EK-kwalificatie Play-off № 241 «onderlinge duels» 20:45 uur (UTC+2) | Noord-Macedonië                                 | 2 – 1 | Kosovo                  | Toše Proeskiarena, Skopje Toeschouwers: 0 Scheidsrechter: Danny Makkelie (NED) |
| 8 oktober EK-kwalificatie Play-off № 241 «onderlinge duels» 20:45 uur (UTC+2) | Benjamin Kololli 16' (e.d.) Darko Velkovski 33' |       | 29' Florent Hadergjonaj | Toše Proeskiarena, Skopje Toeschouwers: 0 Scheidsrechter: Danny Makkelie (NED) |

|                                                                                    |                                                        |       |                                                          |                                                                                    |
| 11 oktober UEFA Nations League Groep C2 № 242 «onderlinge duels» 19:00 uur (UTC+3) | Estland                                                | 3 – 3 | Noord-Macedonië                                          | A. Le Coq Arena, Tallinn Toeschouwers: 908 Scheidsrechter: Mohammed Al-Hakim (SWE) |
| 11 oktober UEFA Nations League Groep C2 № 242 «onderlinge duels» 19:00 uur (UTC+3) | Rauno Sappinen 33' Rauno Sappinen 61' Frank Liivak 76' |       | 3' (e.d.) Märten Kuusk 80' Goran Pandev 88' Gjoko Zajkov | A. Le Coq Arena, Tallinn Toeschouwers: 908 Scheidsrechter: Mohammed Al-Hakim (SWE) |

|                                                                                    |                             |       |                            |                                                                                    |
| 14 oktober UEFA Nations League Groep C2 № 243 «onderlinge duels» 20:45 uur (UTC+2) | Noord-Macedonië             | 1 – 1 | Georgië                    | Toše Proeskiarena, Skopje Toeschouwers: 0 Scheidsrechter: Bartosz Frankowski (POL) |
| 14 oktober UEFA Nations League Groep C2 № 243 «onderlinge duels» 20:45 uur (UTC+2) | Ezgjan Alioski 90+3' (pen.) |       | 74' Chvitsja Kvaratschelia | Toše Proeskiarena, Skopje Toeschouwers: 0 Scheidsrechter: Bartosz Frankowski (POL) |

|                                                                                        |         |                  |                 |                                                                                       |
| 12 november EK-kwalificatie Finale play-off № 244 «onderlinge duels» 21:00 uur (UTC+4) | Georgië | 0 – 1            | Noord-Macedonië | Boris Paitsjadzestadion, Tbilisi Toeschouwers: 0 Scheidsrechter: Anthony Taylor (ENG) |
| 12 november EK-kwalificatie Finale play-off № 244 «onderlinge duels» 21:00 uur (UTC+4) |         | 56' Goran Pandev |                 | Boris Paitsjadzestadion, Tbilisi Toeschouwers: 0 Scheidsrechter: Anthony Taylor (ENG) |

|                                                                                     |                                            |       |                    |                                                                              |
| 15 november UEFA Nations League Groep C2 № 245 «onderlinge duels» 15:00 uur (UTC+1) | Noord-Macedonië                            | 2 – 1 | Estland            | Toše Proeskiarena, Skopje Toeschouwers: 0 Scheidsrechter: Marius Avram (ROU) |
| 15 november UEFA Nations League Groep C2 № 245 «onderlinge duels» 15:00 uur (UTC+1) | Ivan Tričkovski 29' Vlatko Stojanovski 68' |       | 52' Rauno Sappinen | Toše Proeskiarena, Skopje Toeschouwers: 0 Scheidsrechter: Marius Avram (ROU) |

|                                                                                     |                              |       |                 |                                                                                  |
| 18 november UEFA Nations League Groep C2 № 246 «onderlinge duels» 19:00 uur (UTC+2) | Armenië                      | 1 – 0 | Noord-Macedonië | GSP-stadion, Nicosia (Cyprus) Toeschouwers: 0 Scheidsrechter: Bobby Madden (SCO) |
| 18 november UEFA Nations League Groep C2 № 246 «onderlinge duels» 19:00 uur (UTC+2) | Hovhannes Hambartsoemjan 55' |       |                 | GSP-stadion, Nicosia (Cyprus) Toeschouwers: 0 Scheidsrechter: Bobby Madden (SCO) |

### 2021
|                                                                             |                                                       |       |                                            |                                                                                  |
| 25 maart WK-kwalificatie Groep J № 247 «onderlinge duels» 21:45 uur (UTC+2) | Roemenië                                              | 3 – 2 | Noord-Macedonië                            | Arena Națională, Boekarest Toeschouwers: 0 Scheidsrechter: Fábio Veríssimo (POR) |
| 25 maart WK-kwalificatie Groep J № 247 «onderlinge duels» 21:45 uur (UTC+2) | Florin Tănase 28' Valentin Mihăilă 50' Ianis Hagi 86' |       | 82' Arijan Ademi 83' Aleksandar Trajkovski | Arena Națională, Boekarest Toeschouwers: 0 Scheidsrechter: Fábio Veríssimo (POR) |

|                                                                             | |       |               |                                                                                |
| 28 maart WK-kwalificatie Groep J № 248 «onderlinge duels» 20:45 uur (UTC+2) | Noord-Macedonië                                                                                                 | 5 – 0 | Liechtenstein | Toše Proeskiarena, Skopje Toeschouwers: 0 Scheidsrechter: Mykola Balakin (UKR) |
| 28 maart WK-kwalificatie Groep J № 248 «onderlinge duels» 20:45 uur (UTC+2) | Enis Bardhi 7' Aleksandar Trajkovski 51' Aleksandar Trajkovski 54' Eljif Elmas 62' Ilija Nestorovski 82' (pen.) |       |               | Toše Proeskiarena, Skopje Toeschouwers: 0 Scheidsrechter: Mykola Balakin (UKR) |

|                                                                             |                           |       |                                    |                                                                                           |
| 31 maart WK-kwalificatie Groep J № 249 «onderlinge duels» 20:45 uur (UTC+2) | Duitsland                 | 1 – 2 | Noord-Macedonië                    | Schauinsland-Reisen-Arena, Duisburg Toeschouwers: 0 Scheidsrechter: Sergej Karasjov (RUS) |
| 31 maart WK-kwalificatie Groep J № 249 «onderlinge duels» 20:45 uur (UTC+2) | İlkay Gündoğan 63' (pen.) |       | 45+2' Goran Pandev 85' Eljif Elmas | Schauinsland-Reisen-Arena, Duisburg Toeschouwers: 0 Scheidsrechter: Sergej Karasjov (RUS) |

|                                                                     |                 |       |                     |                                                                                     |
| 1 juni Vriendschappelijk № 250 «onderlinge duels» 18:00 uur (UTC+2) | Noord-Macedonië | 1 – 1 | Slovenië            | Toše Proeskiarena, Skopje Toeschouwers: 10.000 Scheidsrechter: Besfort Kasumi (KOS) |
| 1 juni Vriendschappelijk № 250 «onderlinge duels» 18:00 uur (UTC+2) | Eljif Elmas 55' |       | 90+7' Domen Črnigoj | Toše Proeskiarena, Skopje Toeschouwers: 10.000 Scheidsrechter: Besfort Kasumi (KOS) |

|                                                                     |                                                                                      |       |            |                                                                                     |
| 4 juni Vriendschappelijk № 251 «onderlinge duels» 18:00 uur (UTC+2) | Noord-Macedonië                                                                      | 4 – 0 | Kazachstan | Toše Proeskiarena, Skopje Toeschouwers: 3.094 Scheidsrechter: Milovan Milačić (MNE) |
| 4 juni Vriendschappelijk № 251 «onderlinge duels» 18:00 uur (UTC+2) | Ezgjan Alioski 35' (pen.) Ivan Tričkovski 57' Milan Ristovski 74' Darko Čurlinov 76' |       |            | Toše Proeskiarena, Skopje Toeschouwers: 3.094 Scheidsrechter: Milovan Milačić (MNE) |

| EK 2020 |
| ------- |

|                                                                         |                                                                |         |                  | |
| 13 juni EK-eindronde Groep C № 252 «onderlinge duels» 19:00 uur (UTC+3) | Oostenrijk                                                     | 3 – 1   | Noord-Macedonië  | Arena Națională, Boekarest Toeschouwers: 9.082 Scheidsrechter: Andreas Ekberg (SWE) Video-assistent: Bastian Dankert (GER) |
| 13 juni EK-eindronde Groep C № 252 «onderlinge duels» 19:00 uur (UTC+3) | Konrad Laimer 18' Michael Gregoritsch 78' Marko Arnautović 89' | Verslag | 28' Goran Pandev | Arena Națională, Boekarest Toeschouwers: 9.082 Scheidsrechter: Andreas Ekberg (SWE) Video-assistent: Bastian Dankert (GER) |

|                                                                         |                                             |         |                    | |
| 17 juni EK-eindronde Groep C № 253 «onderlinge duels» 16:00 uur (UTC+3) | Oekraïne                                    | 2 – 1   | Noord-Macedonië    | Arena Națională, Boekarest Toeschouwers: 10.001 Scheidsrechter: Fernando Rapallini (ARG) Video-assistent: Alejandro Hernández (ESP) |
| 17 juni EK-eindronde Groep C № 253 «onderlinge duels» 16:00 uur (UTC+3) | Andrij Jarmolenko 29' Roman Jaremtsjoek 34' | Verslag | 57' Ezgjan Alioski | Arena Națională, Boekarest Toeschouwers: 10.001 Scheidsrechter: Fernando Rapallini (ARG) Video-assistent: Alejandro Hernández (ESP) |

|                                                                         |                 |         |                                                                   | |
| 21 juni EK-eindronde Groep C № 254 «onderlinge duels» 18:00 uur (UTC+2) | Noord-Macedonië | 0 – 3   | Nederland                                                         | Johan Cruijff ArenA, Amsterdam Toeschouwers: 15.227 Scheidsrechter: István Kovács (ROU) Video-assistent: Marco Di Bello (ITA) |
| 21 juni EK-eindronde Groep C № 254 «onderlinge duels» 18:00 uur (UTC+2) |                 | Verslag | 24' Memphis Depay 51' Georginio Wijnaldum 58' Georginio Wijnaldum | Johan Cruijff ArenA, Amsterdam Toeschouwers: 15.227 Scheidsrechter: István Kovács (ROU) Video-assistent: Marco Di Bello (ITA) |

|  |  |  |  |  |  |  |  |  |

|                                                                                |                 |       |         | |
| 2 september WK-kwalificatie Groep J № 255 «onderlinge duels» 20:45 uur (UTC+2) | Noord-Macedonië | 0 – 0 | Armenië | Toše Proeskiarena, Skopje Toeschouwers: 3.147 Scheidsrechter: Artur Soares Dias (POR) Video-assistent: João Pinheiro (POR) |
| 2 september WK-kwalificatie Groep J № 255 «onderlinge duels» 20:45 uur (UTC+2) |                 |       |         | Toše Proeskiarena, Skopje Toeschouwers: 3.147 Scheidsrechter: Artur Soares Dias (POR) Video-assistent: João Pinheiro (POR) |

|                                                                              |                                                 |       |                                        | |
| 5 september WK-kwalificatie Groep J № 256 «onderlinge duels» 16:00 uur (UTC) | IJsland                                         | 2 – 2 | Noord-Macedonië                        | Laugardalsvöllur, Reykjavik Toeschouwers: 1.862 Scheidsrechter: Ivan Kružliak (SVK) Video-assistent: Paweł Raczkowski (POL) |
| 5 september WK-kwalificatie Groep J № 256 «onderlinge duels» 16:00 uur (UTC) | Brynjar Ingi Bjarnason 78' Andri Guðjohnsen 84' |       | 12' Darko Velkovski 54' Ezgjan Alioski | Laugardalsvöllur, Reykjavik Toeschouwers: 1.862 Scheidsrechter: Ivan Kružliak (SVK) Video-assistent: Paweł Raczkowski (POL) |

|                                                                                |                 |       |          | |
| 8 september WK-kwalificatie Groep J № 257 «onderlinge duels» 20:45 uur (UTC+2) | Noord-Macedonië | 0 – 0 | Roemenië | Toše Proeskiarena, Skopje Toeschouwers: 5.260 Scheidsrechter: Antonio Mateu Lahoz (ESP) Video-assistent: Juan Martínez Munuera (ESP) |
| 8 september WK-kwalificatie Groep J № 257 «onderlinge duels» 20:45 uur (UTC+2) |                 |       |          | Toše Proeskiarena, Skopje Toeschouwers: 5.260 Scheidsrechter: Antonio Mateu Lahoz (ESP) Video-assistent: Juan Martínez Munuera (ESP) |

|                                                                              |               |                                                                                    |                 | |
| 8 oktober WK-kwalificatie Groep J № 258 «onderlinge duels» 20:45 uur (UTC+2) | Liechtenstein | 0 – 4                                                                              | Noord-Macedonië | Rheinparkstadion, Vaduz Toeschouwers: 1.628 Scheidsrechter: Bartosz Frankowski (POL) Video-assistent: Paweł Raczkowski (POL) |
| 8 oktober WK-kwalificatie Groep J № 258 «onderlinge duels» 20:45 uur (UTC+2) |               | 39' Darko Velkovski 66' (pen.) Ezgjan Alioski 74' Boban Nikolov 83' Darko Čurlinov |                 | Rheinparkstadion, Vaduz Toeschouwers: 1.628 Scheidsrechter: Bartosz Frankowski (POL) Video-assistent: Paweł Raczkowski (POL) |

|                                                                               |                 |                                                                   |           | |
| 11 oktober WK-kwalificatie Groep J № 259 «onderlinge duels» 20:45 uur (UTC+2) | Noord-Macedonië | 0 – 4                                                             | Duitsland | Toše Proeskiarena, Skopje Toeschouwers: 16.182 Scheidsrechter: Danny Makkelie (NED) Video-assistent: Kevin Blom (NED) |
| 11 oktober WK-kwalificatie Groep J № 259 «onderlinge duels» 20:45 uur (UTC+2) |                 | 50' Kai Havertz 70' Timo Werner 73' Timo Werner 83' Jamal Musiala |           | Toše Proeskiarena, Skopje Toeschouwers: 16.182 Scheidsrechter: Danny Makkelie (NED) Video-assistent: Kevin Blom (NED) |

|                                                                                |         | |                 | |
| 11 november WK-kwalificatie Groep J № 260 «onderlinge duels» 21:00 uur (UTC+4) | Armenië | 0 – 5 | Noord-Macedonië | Republikeins Stadion Vazgen Sargsian, Jerevan Toeschouwers: 7.200 Scheidsrechter: José María Sánchez Martínez (ESP) Video-assistent: Paolo Valeri (ITA) |
| 11 november WK-kwalificatie Groep J № 260 «onderlinge duels» 21:00 uur (UTC+4) |         | 22' Aleksandar Trajkovski 36' Enis Bardhi 67' (pen.) Enis Bardhi 79' Milan Ristovski 90' (pen.) Enis Bardhi |                 | Republikeins Stadion Vazgen Sargsian, Jerevan Toeschouwers: 7.200 Scheidsrechter: José María Sánchez Martínez (ESP) Video-assistent: Paolo Valeri (ITA) |

|                                                                                |                                                   |       |                      | |
| 14 november WK-kwalificatie Groep J № 261 «onderlinge duels» 18:00 uur (UTC+1) | Noord-Macedonië                                   | 3 – 1 | IJsland              | Toše Proeskiarena, Skopje Toeschouwers: 15.986 Scheidsrechter: Davide Massa (ITA) Video-assistent: Sandro Schärer (SUI) |
| 14 november WK-kwalificatie Groep J № 261 «onderlinge duels» 18:00 uur (UTC+1) | Ezgjan Alioski 7' Eljif Elmas 65' Eljif Elmas 86' |       | 54' Jón Þorsteinsson | Toše Proeskiarena, Skopje Toeschouwers: 15.986 Scheidsrechter: Davide Massa (ITA) Video-assistent: Sandro Schärer (SUI) |

### 2022
|                                                                               |        |                             |                 | |
| 24 maart WK-kwalificatie Play-offs № 262 «onderlinge duels» 20:45 uur (UTC+1) | Italië | 0 – 1                       | Noord-Macedonië | Stadio Renzo Barbera, Palermo Toeschouwers: 34.129 Scheidsrechter: Clément Turpin (FRA) Video-assistent: Jérôme Brisard (FRA) |
| 24 maart WK-kwalificatie Play-offs № 262 «onderlinge duels» 20:45 uur (UTC+1) |        | 90+2' Aleksandar Trajkovski |                 | Stadio Renzo Barbera, Palermo Toeschouwers: 34.129 Scheidsrechter: Clément Turpin (FRA) Video-assistent: Jérôme Brisard (FRA) |

|                                                                               |                                         |       |                 | |
| 29 maart WK-kwalificatie Play-offs № 263 «onderlinge duels» 19:45 uur (UTC+1) | Portugal                                | 2 – 0 | Noord-Macedonië | Estádio do Dragão, Porto Toeschouwers: 48.010 Scheidsrechter: Anthony Taylor (ENG) Video-assistent: Chris Kavanagh (ENG) |
| 29 maart WK-kwalificatie Play-offs № 263 «onderlinge duels» 19:45 uur (UTC+1) | Bruno Fernandes 32' Bruno Fernandes 65' |       |                 | Estádio do Dragão, Porto Toeschouwers: 48.010 Scheidsrechter: Anthony Taylor (ENG) Video-assistent: Chris Kavanagh (ENG) |

|                                                                                |                    |       |                     | |
| 2 juni UEFA Nations League Groep C4 № 264 «onderlinge duels» 19:00 uur (UTC+3) | Bulgarije          | 1 – 1 | Noord-Macedonië     | Loedogorets Arena, Razgrad Toeschouwers: 8.275 Scheidsrechter: Jérémie Pignard (FRA) Video-assistent: Eric Wattellier (FRA) |
| 2 juni UEFA Nations League Groep C4 № 264 «onderlinge duels» 19:00 uur (UTC+3) | Kiril Despodov 13' |       | 50' Milan Ristovski | Loedogorets Arena, Razgrad Toeschouwers: 8.275 Scheidsrechter: Jérémie Pignard (FRA) Video-assistent: Eric Wattellier (FRA) |

|                                                                                |           |                                   |                 | |
| 5 juni UEFA Nations League Groep C4 № 265 «onderlinge duels» 18:00 uur (UTC+2) | Gibraltar | 0 – 2                             | Noord-Macedonië | Victoriastadion, Gibraltar Toeschouwers: 703 Scheidsrechter: Alain Durieux (LUX) Video-assistent: Bram Van Driessche (BEL) |
| 5 juni UEFA Nations League Groep C4 № 265 «onderlinge duels» 18:00 uur (UTC+2) |           | 21' Enis Bardhi 84' Boban Nikolov |                 | Victoriastadion, Gibraltar Toeschouwers: 703 Scheidsrechter: Alain Durieux (LUX) Video-assistent: Bram Van Driessche (BEL) |

|                                                                                |                 |                                                                       |         | |
| 9 juni UEFA Nations League Groep C4 № 266 «onderlinge duels» 20:45 uur (UTC+2) | Noord-Macedonië | 0 – 3                                                                 | Georgië | Toše Proeskiarena, Skopje Toeschouwers: 10.775 Scheidsrechter: Roi Reinshreiber (ISR) Video-assistent: David Fuxman (ISR) |
| 9 juni UEFA Nations League Groep C4 № 266 «onderlinge duels» 20:45 uur (UTC+2) |                 | 52' Boedoe Zivzivadze 62' Chvitsja Kvaratschelia 84' Otar Kiteisjvili |         | Toše Proeskiarena, Skopje Toeschouwers: 10.775 Scheidsrechter: Roi Reinshreiber (ISR) Video-assistent: David Fuxman (ISR) |

|                                                                                 |                                                                                |       |           | |
| 12 juni UEFA Nations League Groep C4 № 267 «onderlinge duels» 18:00 uur (UTC+2) | Noord-Macedonië                                                                | 4 – 0 | Gibraltar | Toše Proeskiarena, Skopje Toeschouwers: 4.750 Scheidsrechter: Dumitru Muntean (MDA) Video-assistent: Michal Očenáš (SVK) |
| 12 juni UEFA Nations League Groep C4 № 267 «onderlinge duels» 18:00 uur (UTC+2) | Enis Bardhi 4' Graeme Torrilla 14' (e.d.) Bojan Miovski 16' Darko Čurlinov 31' |       |           | Toše Proeskiarena, Skopje Toeschouwers: 4.750 Scheidsrechter: Dumitru Muntean (MDA) Video-assistent: Michal Očenáš (SVK) |

|                                                                                      |                                                     |       |                 | |
| 23 september UEFA Nations League Groep C4 № 268 «onderlinge duels» 20:00 uur (UTC+4) | Georgië                                             | 2 – 0 | Noord-Macedonië | Boris Paitsjadzestadion, Tbilisi Toeschouwers: 54.200 Scheidsrechter: Ivan Kružliak (SVK) Video-assistent: Paolo Valeri (ITA) |
| 23 september UEFA Nations League Groep C4 № 268 «onderlinge duels» 20:00 uur (UTC+4) | Bojan Miovski 35' (e.d.) Chvitsja Kvaratschelia 64' |       |                 | Boris Paitsjadzestadion, Tbilisi Toeschouwers: 54.200 Scheidsrechter: Ivan Kružliak (SVK) Video-assistent: Paolo Valeri (ITA) |

|                                                                                      |                 |                    |           | |
| 26 september UEFA Nations League Groep C4 № 269 «onderlinge duels» 20:45 uur (UTC+2) | Noord-Macedonië | 0 – 1              | Bulgarije | Toše Proeskiarena, Skopje Toeschouwers: 20.173 Scheidsrechter: Julian Weinberger (AUT) Video-assistent: Christian-Petru Ciochirca (AUT) |
| 26 september UEFA Nations League Groep C4 № 269 «onderlinge duels» 20:45 uur (UTC+2) |                 | 50' Kiril Despodov |           | Toše Proeskiarena, Skopje Toeschouwers: 20.173 Scheidsrechter: Julian Weinberger (AUT) Video-assistent: Christian-Petru Ciochirca (AUT) |

|                                                                         |                     |       |                 |                                                                                        |
| 22 oktober Vriendschappelijk № 270 «onderlinge duels» 18:30 uur (UTC+4) | Saoedi-Arabië       | 1 – 0 | Noord-Macedonië | Sjeik Zayidstadion, Abu Dhabi Toeschouwers: 0 Scheidsrechter: Mohamed Al Hammadi (VAE) |
| 22 oktober Vriendschappelijk № 270 «onderlinge duels» 18:30 uur (UTC+4) | Saleh Al-Shehri 85' |       |                 | Sjeik Zayidstadion, Abu Dhabi Toeschouwers: 0 Scheidsrechter: Mohamed Al Hammadi (VAE) |

|                                                                          |                        |       |                   |                                                                                   |
| 17 november Vriendschappelijk № 271 «onderlinge duels» 18:00 uur (UTC+1) | Noord-Macedonië        | 1 – 1 | Finland           | Toše Proeskiarena, Skopje Toeschouwers: 2.000 Scheidsrechter: Novak Simović (SRB) |
| 17 november Vriendschappelijk № 271 «onderlinge duels» 18:00 uur (UTC+1) | Enis Bardhi 75' (pen.) |       | 37' Oliver Antman | Toše Proeskiarena, Skopje Toeschouwers: 2.000 Scheidsrechter: Novak Simović (SRB) |

|                                                                          |                        |       |                                                              |                                                                                 |
| 20 november Vriendschappelijk № 272 «onderlinge duels» 14:00 uur (UTC+1) | Noord-Macedonië        | 1 – 3 | Azerbeidzjan                                                 | Toše Proeskiarena, Skopje Toeschouwers: 1.000 Scheidsrechter: Enea Jorgji (ALB) |
| 20 november Vriendschappelijk № 272 «onderlinge duels» 14:00 uur (UTC+1) | Enis Bardhi 25' (pen.) |       | 38' Elvin Cəfərquliyev 65' Musa Qurbanlı 89' Ramil Sjejdajev | Toše Proeskiarena, Skopje Toeschouwers: 1.000 Scheidsrechter: Enea Jorgji (ALB) |

### 2023
|                                                                             |                                    |       |                    | |
| 23 maart EK-kwalificatie Groep C № 273 «onderlinge duels» 20:45 uur (UTC+1) | Noord-Macedonië                    | 2 – 1 | Malta              | Toše Proeskiarena, Skopje Toeschouwers: 9.991 Scheidsrechter: Kristo Tohver (EST) Video-assistent: Paweł Pskit (POL) |
| 23 maart EK-kwalificatie Groep C № 273 «onderlinge duels» 20:45 uur (UTC+1) | Eljif Elmas 66' Darko Čurlinov 72' |       | 86' Yannick Yankam | Toše Proeskiarena, Skopje Toeschouwers: 9.991 Scheidsrechter: Kristo Tohver (EST) Video-assistent: Paweł Pskit (POL) |

|                                                                       |                   |       |         |                                                                                 |
| 27 maart Vriendschappelijk № 274 «onderlinge duels» 18:00 uur (UTC+2) | Noord-Macedonië   | 1 – 0 | Faeröer | Toše Proeskiarena, Skopje Toeschouwers: 500 Scheidsrechter: Miloš Savović (MNE) |
| 27 maart Vriendschappelijk № 274 «onderlinge duels» 18:00 uur (UTC+2) | Bojan Miovski 81' |       |         | Toše Proeskiarena, Skopje Toeschouwers: 500 Scheidsrechter: Miloš Savović (MNE) |

|                                                                            |                                        |       |                                                              | |
| 16 juni EK-kwalificatie Groep C № 275 «onderlinge duels» 20:45 uur (UTC+2) | Noord-Macedonië                        | 2 – 3 | Oekraïne                                                     | Toše Proeskiarena, Skopje Toeschouwers: 14.370 Scheidsrechter: Lukas Fähndrich (SUI) Video-assistent: Fedayi San (SUI) |
| 16 juni EK-kwalificatie Groep C № 275 «onderlinge duels» 20:45 uur (UTC+2) | Enis Bardhi 31' (pen.) Eljif Elmas 39' |       | 62' Illja Zabarnyj 67' Joechym Konoplja 83' Viktor Tsyhankov | Toše Proeskiarena, Skopje Toeschouwers: 14.370 Scheidsrechter: Lukas Fähndrich (SUI) Video-assistent: Fedayi San (SUI) |

|                                                                            | |       |                 | |
| 19 juni EK-kwalificatie Groep C № 276 «onderlinge duels» 19:45 uur (UTC+1) | Engeland | 7 – 0 | Noord-Macedonië | Old Trafford, Manchester Toeschouwers: 70.708 Scheidsrechter: István Kovács (ROU) Video-assistent: Pol van Boekel (NED) |
| 19 juni EK-kwalificatie Groep C № 276 «onderlinge duels» 19:45 uur (UTC+1) | Harry Kane 29' Bukayo Saka 39' Marcus Rashford 45' Bukayo Saka 47' Bukayo Saka 51' Kalvin Phillips 64' Harry Kane 73' (pen.) |       |                 | Old Trafford, Manchester Toeschouwers: 70.708 Scheidsrechter: István Kovács (ROU) Video-assistent: Pol van Boekel (NED) |

|                                                                                |                 |       |                   | |
| 9 september EK-kwalificatie Groep C № 277 «onderlinge duels» 20:45 uur (UTC+2) | Noord-Macedonië | 1 – 1 | Italië            | Toše Proeskiarena, Skopje Toeschouwers: 28.126 Scheidsrechter: François Letexier (FRA) Video-assistent: Jérôme Brisard (FRA) |
| 9 september EK-kwalificatie Groep C № 277 «onderlinge duels» 20:45 uur (UTC+2) | Enis Bardhi 81' |       | 47' Ciro Immobile | Toše Proeskiarena, Skopje Toeschouwers: 28.126 Scheidsrechter: François Letexier (FRA) Video-assistent: Jérôme Brisard (FRA) |

|                                                                                 |       |                                |                 | |
| 12 september EK-kwalificatie Groep C № 278 «onderlinge duels» 20:45 uur (UTC+2) | Malta | 0 – 2                          | Noord-Macedonië | Ta' Qalistadion, Ta' Qali Toeschouwers: 3.158 Scheidsrechter: Henrik Nalbandjan (ARM) Video-assistent: Fran Jović (CRO) |
| 12 september EK-kwalificatie Groep C № 278 «onderlinge duels» 20:45 uur (UTC+2) |       | 5' Eljif Elmas 41' Jovan Manev |                 | Ta' Qalistadion, Ta' Qali Toeschouwers: 3.158 Scheidsrechter: Henrik Nalbandjan (ARM) Video-assistent: Fran Jović (CRO) |

|                                                                               |                                                |       |                 | |
| 14 oktober EK-kwalificatie Groep C № 279 «onderlinge duels» 15:00 uur (UTC+2) | Oekraïne                                       | 2 – 0 | Noord-Macedonië | Stadion Sparty na Letné, Praag (Tsjechië) Toeschouwers: 12.939 Scheidsrechter: Slavko Vinčić (SVN) Video-assistent: Nejc Kajtazović (SVN) |
| 14 oktober EK-kwalificatie Groep C № 279 «onderlinge duels» 15:00 uur (UTC+2) | Heorhij Soedakov 30' Oleksandr Karavajev 90+5' |       |                 | Stadion Sparty na Letné, Praag (Tsjechië) Toeschouwers: 12.939 Scheidsrechter: Slavko Vinčić (SVN) Video-assistent: Nejc Kajtazović (SVN) |

|                                                                         |                                                              |       |                         |                                                                                            |
| 17 oktober Vriendschappelijk № 280 «onderlinge duels» 15:00 uur (UTC+2) | Noord-Macedonië                                              | 3 – 1 | Armenië                 | Blagoj Istatovstadion, Strumica Toeschouwers: 2.000 Scheidsrechter: Nikola Dabanović (MNE) |
| 17 oktober Vriendschappelijk № 280 «onderlinge duels» 15:00 uur (UTC+2) | Aleksandar Trajkovski 43' Milan Ristovski 59' Erdon Daci 88' |       | 90+4' Edoeard Spertsjan | Blagoj Istatovstadion, Strumica Toeschouwers: 2.000 Scheidsrechter: Nikola Dabanović (MNE) |

|                                                                                | |       |                                     | |
| 17 november EK-kwalificatie Groep C № 281 «onderlinge duels» 20:45 uur (UTC+1) | Italië | 5 – 2 | Noord-Macedonië                     | Stadio Olimpico, Rome Toeschouwers: 56.364 Scheidsrechter: Felix Zwayer (GER) Video-assistent: Bastian Dankert (GER) |
| 17 november EK-kwalificatie Groep C № 281 «onderlinge duels» 20:45 uur (UTC+1) | Matteo Darmian 17' Federico Chiesa 41' Federico Chiesa 45+3' Giacomo Raspadori 81' Stephan El Shaarawy 90+3' |       | 52' Jani Atanasov 74' Jani Atanasov | Stadio Olimpico, Rome Toeschouwers: 56.364 Scheidsrechter: Felix Zwayer (GER) Video-assistent: Bastian Dankert (GER) |

|                                                                                |                 |       |                          | |
| 20 november EK-kwalificatie Groep C № 282 «onderlinge duels» 20:45 uur (UTC+1) | Noord-Macedonië | 1 – 1 | Engeland                 | Toše Proeskiarena, Skopje Toeschouwers: 27.982 Scheidsrechter: Filip Glova (SVK) Video-assistent: Michal Očenáš (SVK) |
| 20 november EK-kwalificatie Groep C № 282 «onderlinge duels» 20:45 uur (UTC+1) | Enis Bardhi 41' |       | 59' (e.d.) Jani Atanasov | Toše Proeskiarena, Skopje Toeschouwers: 27.982 Scheidsrechter: Filip Glova (SVK) Video-assistent: Michal Očenáš (SVK) |

### 2024
|                                                                       |                     |       |                      |                                                                              |
| 22 maart Vriendschappelijk № 283 «onderlinge duels» 17:30 uur (UTC+3) | Noord-Macedonië     | 1 – 1 | Moldavië             | Sportcomplex Mardan, Aksu Toeschouwers: 100 Scheidsrechter: Damian Kos (POL) |
| 22 maart Vriendschappelijk № 283 «onderlinge duels» 17:30 uur (UTC+3) | Bojan Miovski 45+1' |       | 82' Vitalie Damașcan | Sportcomplex Mardan, Aksu Toeschouwers: 100 Scheidsrechter: Damian Kos (POL) |

|                                                                       |                    |       |                 |                                                                                |
| 25 maart Vriendschappelijk № 284 «onderlinge duels» 20:00 uur (UTC+3) | Montenegro         | 1 – 0 | Noord-Macedonië | Sportcomplex Mardan, Aksu Toeschouwers: 250 Scheidsrechter: Zorbay Küçük (TUR) |
| 25 maart Vriendschappelijk № 284 «onderlinge duels» 20:00 uur (UTC+3) | Stevan Jovetić 45' |       |                 | Sportcomplex Mardan, Aksu Toeschouwers: 250 Scheidsrechter: Zorbay Küçük (TUR) |

|                                                                     |                                                   |       |                 |                                                                              |
| 3 juni Vriendschappelijk № 285 «onderlinge duels» 19:00 uur (UTC+2) | Kroatië                                           | 3 – 0 | Noord-Macedonië | Stadion Rujevica, Rijeka Toeschouwers: 8.030 Scheidsrechter: Matej Jug (SVN) |
| 3 juni Vriendschappelijk № 285 «onderlinge duels» 19:00 uur (UTC+2) | Lovro Majer 10' Lovro Majer 45' Marco Pašalić 79' |       |                 | Stadion Rujevica, Rijeka Toeschouwers: 8.030 Scheidsrechter: Matej Jug (SVN) |

|                                                                      |                                                     |       |                 |                                                                                          |
| 10 juni Vriendschappelijk № 286 «onderlinge duels» 18:00 uur (UTC+2) | Tsjechië                                            | 2 – 1 | Noord-Macedonië | Malšovická aréna, Hradec Králové Toeschouwers: 8.864 Scheidsrechter: Michal Očenáš (SVK) |
| 10 juni Vriendschappelijk № 286 «onderlinge duels» 18:00 uur (UTC+2) | Patrik Schick 60' (pen.) Antonín Barák 90+9' (pen.) |       | 65' Isnik Alimi | Malšovická aréna, Hradec Králové Toeschouwers: 8.864 Scheidsrechter: Michal Očenáš (SVK) |

|                                                                                     |                              |       |                        | |
| 7 september UEFA Nations League Groep C4 № 287 «onderlinge duels» 14:00 uur (UTC+1) | Faeröer                      | 1 – 1 | Noord-Macedonië        | Tórsvøllur, Tórshavn Toeschouwers: 2.057 Scheidsrechter: Manfredas Lukjančukas (LTU) Video-assistent: Benjamin Brand (GER) |
| 7 september UEFA Nations League Groep C4 № 287 «onderlinge duels» 14:00 uur (UTC+1) | Viljormur Davidsen 9' (pen.) |       | 49' (pen.) Enis Bardhi | Tórsvøllur, Tórshavn Toeschouwers: 2.057 Scheidsrechter: Manfredas Lukjančukas (LTU) Video-assistent: Benjamin Brand (GER) |

|                                                                                      |                                   |       |         | |
| 10 september UEFA Nations League Groep C4 № 288 «onderlinge duels» 20:45 uur (UTC+2) | Noord-Macedonië                   | 2 – 0 | Armenië | Toše Proeskiarena, Skopje Toeschouwers: 6.829 Scheidsrechter: Harm Osmers (GER) Video-assistent: Sören Storks (GER) |
| 10 september UEFA Nations League Groep C4 № 288 «onderlinge duels» 20:45 uur (UTC+2) | Enis Bardhi 70' Bojan Miovski 78' |       |         | Toše Proeskiarena, Skopje Toeschouwers: 6.829 Scheidsrechter: Harm Osmers (GER) Video-assistent: Sören Storks (GER) |

|                                                                                    |         |                                                      |                 | |
| 10 oktober UEFA Nations League Groep C4 № 289 «onderlinge duels» 19:00 uur (UTC+3) | Letland | 0 – 3                                                | Noord-Macedonië | Skontostadion, Riga Toeschouwers: 5.001 Scheidsrechter: Jakob Alexander Sundberg (DEN) Video-assistent: Jonas Hansen (DEN) |
| 10 oktober UEFA Nations League Groep C4 № 289 «onderlinge duels» 19:00 uur (UTC+3) |         | 35' Jani Atanasov 70' Lirim Qamili 90+3' Eljif Elmas |                 | Skontostadion, Riga Toeschouwers: 5.001 Scheidsrechter: Jakob Alexander Sundberg (DEN) Video-assistent: Jonas Hansen (DEN) |

|                                                                                    |         |                                   |                 | |
| 13 oktober UEFA Nations League Groep C4 № 290 «onderlinge duels» 20:00 uur (UTC+4) | Armenië | 0 – 2                             | Noord-Macedonië | Republikeins Stadion Vazgen Sargsian, Jerevan Toeschouwers: 14.371 Scheidsrechter: Stuart Attwell (ENG) Video-assistent: Chris Kavanagh (ENG) |
| 13 oktober UEFA Nations League Groep C4 № 290 «onderlinge duels» 20:00 uur (UTC+4) |         | 72' Bojan Miovski 85' Isnik Alimi |                 | Republikeins Stadion Vazgen Sargsian, Jerevan Toeschouwers: 14.371 Scheidsrechter: Stuart Attwell (ENG) Video-assistent: Chris Kavanagh (ENG) |

|                                                                                     |                      |       |         | |
| 14 november UEFA Nations League Groep C4 № 291 «onderlinge duels» 20:45 uur (UTC+1) | Noord-Macedonië      | 1 – 0 | Letland | Toše Proeskiarena, Skopje Toeschouwers: 8.851 Scheidsrechter: Goga Kikatsjeisjvili (GEO) Video-assistent: Tamás Bognár (HUN) |
| 14 november UEFA Nations League Groep C4 № 291 «onderlinge duels» 20:45 uur (UTC+1) | Nikola Serafimov 57' |       |         | Toše Proeskiarena, Skopje Toeschouwers: 8.851 Scheidsrechter: Goga Kikatsjeisjvili (GEO) Video-assistent: Tamás Bognár (HUN) |

|                                                                                     |                   |       |         | |
| 17 november UEFA Nations League Groep C4 № 292 «onderlinge duels» 15:00 uur (UTC+1) | Noord-Macedonië   | 1 – 0 | Faeröer | Toše Proeskiarena, Skopje Toeschouwers: 7.450 Scheidsrechter: Daniel Schlager (GER) Video-assistent: Daniel Siebert (GER) |
| 17 november UEFA Nations League Groep C4 № 292 «onderlinge duels» 15:00 uur (UTC+1) | Bojan Miovski 62' |       |         | Toše Proeskiarena, Skopje Toeschouwers: 7.450 Scheidsrechter: Daniel Schlager (GER) Video-assistent: Daniel Siebert (GER) |

### 2025
|                                                                             |               |                                                             |                 | |
| 22 maart WK-kwalificatie Groep J № 293 «onderlinge duels» 15:00 uur (UTC+1) | Liechtenstein | 0 – 3                                                       | Noord-Macedonië | Rheinparkstadion, Vaduz Toeschouwers: 4.094 Scheidsrechter: Mykola Balakin (UKR) Video-assistent: Viktor Kopijevskyj (UKR) |
| 22 maart WK-kwalificatie Groep J № 293 «onderlinge duels» 15:00 uur (UTC+1) |               | 7' Aleksandar Trajkovski 42' Visar Musliu 84' Bojan Miovski |                 | Rheinparkstadion, Vaduz Toeschouwers: 4.094 Scheidsrechter: Mykola Balakin (UKR) Video-assistent: Viktor Kopijevskyj (UKR) |

|                                                                             |                     |       |                    | |
| 25 maart WK-kwalificatie Groep J № 294 «onderlinge duels» 20:45 uur (UTC+1) | Noord-Macedonië     | 1 – 1 | Wales              | Toše Proeskiarena, Skopje Toeschouwers: 23.114 Scheidsrechter: Jérôme Brisard (FRA) Video-assistent: Bastien Dechepy (FRA) |
| 25 maart WK-kwalificatie Groep J № 294 «onderlinge duels» 20:45 uur (UTC+1) | Bojan Miovski 90+1' |       | 90+6' David Brooks | Toše Proeskiarena, Skopje Toeschouwers: 23.114 Scheidsrechter: Jérôme Brisard (FRA) Video-assistent: Bastien Dechepy (FRA) |

|                                                                           |                    |       |                     | |
| 6 juni WK-kwalificatie Groep J № 295 «onderlinge duels» 20:45 uur (UTC+2) | Noord-Macedonië    | 1 – 1 | België              | Toše Proeskiarena, Skopje Toeschouwers: 23.070 Scheidsrechter: Chris Kavanagh (ENG) Video-assistent: Stuart Attwell (ENG) |
| 6 juni WK-kwalificatie Groep J № 295 «onderlinge duels» 20:45 uur (UTC+2) | Ezgjan Alioski 86' |       | 28' Maxim De Cuyper | Toše Proeskiarena, Skopje Toeschouwers: 23.070 Scheidsrechter: Chris Kavanagh (ENG) Video-assistent: Stuart Attwell (ENG) |

|                                                                           |            |   |                 | |
| 9 juni WK-kwalificatie Groep J № 296 «onderlinge duels» 19:00 uur (UTC+5) | Kazachstan | – | Noord-Macedonië | Astana Arena, Astana Toeschouwers: n.n.b. Scheidsrechter: Filip Glova (SVK) Video-assistent: Martin Dohál (SVK) |
| 9 juni WK-kwalificatie Groep J № 296 «onderlinge duels» 19:00 uur (UTC+5) |            |   |                 | Astana Arena, Astana Toeschouwers: n.n.b. Scheidsrechter: Filip Glova (SVK) Video-assistent: Martin Dohál (SVK) |

|                                                                                |                 |   |               |                                                    |
| 7 september WK-kwalificatie Groep J № 297 «onderlinge duels» 18:00 uur (UTC+2) | Noord-Macedonië | – | Liechtenstein | n.n.b. Toeschouwers: n.n.b. Scheidsrechter: n.n.b. |
| 7 september WK-kwalificatie Groep J № 297 «onderlinge duels» 18:00 uur (UTC+2) |                 |   |               | n.n.b. Toeschouwers: n.n.b. Scheidsrechter: n.n.b. |

|                                                                               |        |   |                 |                                                    |
| 10 oktober WK-kwalificatie Groep J № 298 «onderlinge duels» 20:45 uur (UTC+2) | België | – | Noord-Macedonië | n.n.b. Toeschouwers: n.n.b. Scheidsrechter: n.n.b. |
| 10 oktober WK-kwalificatie Groep J № 298 «onderlinge duels» 20:45 uur (UTC+2) |        |   |                 | n.n.b. Toeschouwers: n.n.b. Scheidsrechter: n.n.b. |

|                                                                               |                 |   |            |                                                    |
| 13 oktober WK-kwalificatie Groep J № 299 «onderlinge duels» 20:45 uur (UTC+2) | Noord-Macedonië | – | Kazachstan | n.n.b. Toeschouwers: n.n.b. Scheidsrechter: n.n.b. |
| 13 oktober WK-kwalificatie Groep J № 299 «onderlinge duels» 20:45 uur (UTC+2) |                 |   |            | n.n.b. Toeschouwers: n.n.b. Scheidsrechter: n.n.b. |

|                                                                              |       |   |                 |                                                    |
| 18 november WK-kwalificatie Groep J № 300 «onderlinge duels» 19:45 uur (UTC) | Wales | – | Noord-Macedonië | n.n.b. Toeschouwers: n.n.b. Scheidsrechter: n.n.b. |
| 18 november WK-kwalificatie Groep J № 300 «onderlinge duels» 19:45 uur (UTC) |       |   |                 | n.n.b. Toeschouwers: n.n.b. Scheidsrechter: n.n.b. |

FFM · A-internationals · Bondscoaches · Statistieken · Macedonisch vrouwenelftal · Olympisch elftal · Noord-Macedonië U21 · Noord-Macedonië U20 · Noord-Macedonië U19 · Noord-Macedonië U18 · Noord-Macedonië U17 · Noord-Macedonië U16
1993 – 1999 ·
2000 – 2009 ·
2010 – 2019 ·
2020 − 2029
EK 2020
1993 · 
1994 · 
1995 · 
1996 · 
1997 · 
1998 · 
1999 · 
2000 · 
2001 · 
2002 · 
2003 · 
2004 · 
2005 · 
2006 · 
2007 · 
2008 · 
2009 · 
2010 · 
2011 · 
2012 · 
2013 · 
2014 · 
2015 · 
2016 ·
2017 ·
2018 ·
2019 ·
2020 ·
2021 ·
2022 ·
2023
Albanië ·
Andorra ·
Angola ·
Armenië ·
Australië ·
Azerbeidzjan ·
Bahrein ·
België ·
Bosnië en Herzegovina ·
Bulgarije ·
Canada ·
China ·
Cyprus ·
Denemarken ·
Duitsland ·
Ecuador ·
Egypte ·
Engeland ·
Estland ·
Faeröer ·
Finland ·
Georgië ·
Gibraltar ·
Hongarije ·
Ierland ·
IJsland ·
Iran ·
Israël ·
Italië ·
Jamaica ·
Joegoslavië ·
Kameroen ·
Kazachstan ·
Kosovo ·
Kroatië ·
Letland ·
Libanon ·
Liechtenstein ·
Litouwen ·
Luxemburg ·
Malta ·
Moldavië ·
Montenegro ·
Nederland ·
Nigeria ·
Noorwegen ·
Oekraïne ·
Oman ·
Oostenrijk ·
Paraguay ·
Polen ·
Portugal ·
Qatar ·
Roemenië ·
Rusland ·
Saoedi-Arabië ·
Schotland ·
Servië ·
Slovenië ·
Slowakije ·
Spanje ·
Tsjechië ·
Turkije ·
Verenigde Staten ·
Wales ·
Wit-Rusland · 
Zuid-Korea ·
Zweden
Nederland (2021) · 
Oekraïne (2021) · 
Oostenrijk (2021)
CONMEBOL: Argentinië · Bolivia · Brazilië · Chili · Colombia · Ecuador · Paraguay · Peru · Uruguay · Venezuela

UEFA: Albanië · Andorra · Armenië · Azerbeidzjan · België · Bosnië en Herzegovina · Bulgarije · Cyprus · Denemarken · Duitsland · Engeland · Estland · Faeröer · Finland · Frankrijk · Georgië · Gibraltar · Griekenland · Hongarije · IJsland · Ierland · Israël · Italië · Kazachstan · Kosovo · Kroatië · Letland · Liechtenstein · Litouwen · Luxemburg · Malta · Moldavië · Montenegro · Nederland · Noord-Ierland · Noord-Macedonië · Noorwegen · Oekraïne · Oostenrijk · Polen · Portugal · Roemenië · Rusland · San Marino · Schotland · Servië · Slovenië · Slowakije · Spanje · Tsjechië · Turkije · Wales · Wit-Rusland · Zweden · Zwitserland

AFC: Australië · China · Irak · Iran · Japan · Libanon · Oezbekistan · Oman · Qatar · Saoedi-Arabië · Syrië · Verenigde Arabische Emiraten · Vietnam · Zuid-Korea

CAF: Algerije · Burkina Faso · Congo-Kinshasa · Egypte · Ghana · Ivoorkust · Kaapverdië · Kameroen · Mali · Marokko · Nigeria · Senegal · Tunesië · Zuid-Afrika

CONCACAF: Canada · Costa Rica · Curaçao · El Salvador · Honduras · Jamaica · Mexico · Panama · Suriname · Verenigde Staten

OFC: Nieuw-Zeeland